# Canoa/kayak ai Giochi della XXXI Olimpiade - Slalom C2 maschile
La gara di slalom C2 per Rio de Janeiro 2016 si è svolta al Estádio de Canoagem Slalom dall'8 all'11 agosto 2016.

## Formato
La gara inizia con delle batterie/qualificazioni. Ogni coppia percorre il percorso due volte e il migliore dei due tempi determina la classifica e i 11 qualificati per le semifinali. Nella semifinale ogni coppia di canoisti deve eseguire il percorso una volta. I primi 10 acquisiscono il diritto ad accedere alla finale. La finale è composta da una sola discesa per squadra. La coppia con il miglior punteggio è la vincitrice.

Posizione delle porte per le gare di qualificazione (7-8 agosto).
Posizione delle porte per la semifinale e la finale (9–11 agosto).

## Programma
Tutti gli orari seguono il fuso orario di Brasilia (UTC-3)
| Data                     | Ora | Round          |
| ------------------------ | --- | -------------- |
| Lunedì, 8 agosto, 2016   |     | Qualificazioni |
| Giovedì, 11 agosto, 2016 |     | Semifinali     |
| Giovedì, 11 agosto, 2016 |     | Finale         |

## Gara
| Pos. | Nome                                | Turno preliminare | Turno preliminare | Turno preliminare | Turno preliminare | Semifinale      | Semifinale      | Finale          | Finale          |
| Pos. | Nome                                | T. 1              | T. 2              | Migl.             | Pos.              | Tempo           | Pos.            | Tempo           | Pos.            |
| ---- | ----------------------------------- | ----------------- | ----------------- | ----------------- | ----------------- | --------------- | --------------- | --------------- | --------------- |
|      | Ladislav Škantár e Peter Škantár    | 100,89            | 106,00            | 100,89            | 1                 | 110,42          | 6               | 101,58          | 1               |
|      | David Florence e Richard Hounslow   | 103,27            | DNS               | 103,27            | 3                 | 109,60          | 3               | 102,01          | 2               |
|      | Gauthier Klauss e Matthieu Péché    | 103,35            | 102,43            | 102,43            | 2                 | 110,19          | 5               | 103,24          | 3               |
| 4    | Franz Anton e Jan Benzien           | 103,43            | 114,35            | 103,43            | 5                 | 107,93          | 1               | 103,58          | 4               |
| 5    | Marcin Pochwała e Piotr Szczepański | 115,36            | 159,68            | 115,36            | 11                | 110,17          | 4               | 104,97          | 5               |
| 6    | Michail Kuznecov e Dmitrij Larionov | 167,26            | 107,39            | 107,39            | 8                 | 112,39          | 8               | 106,70          | 6               |
| 7    | Luka Božič e Sašo Taljat            | 105,21            | 113,41            | 105,21            | 6                 | 111,14          | 7               | 107,73          | 7               |
| 8    | Jonáš Kašpar e Marek Šindler        | 104,32            | 103,43            | 103,43            | 4                 | 108,09          | 2               | 108,35          | 8               |
| 9    | Lukas Werro e Simon Werro           | 158,47            | 110,56            | 110,56            | 9                 | 115,40          | 9               | 111,52          | 9               |
| 10   | Casey Eichfeld e Devin McEwan       | 112,33            | 117,19            | 112,33            | 10                | 116,26          | 10              | 119,85          | 10              |
|      |                                     |                   |                   |                   |                   |                 |                 |                 |                 |
| 11   | Charles Corrêa e Anderson Oliveira  | 107,71            | 106,14            | 106,14            | 7                 | 116,49          | 11              | non qualificati | non qualificati |
|      |                                     |                   |                   |                   |                   |                 |                 |                 |                 |
| 12   | Shota Sasaki e Tsubasa Sasaki       | 122,04            | 119,04            | 119,04            | 12                | non qualificati | non qualificati | non qualificati | non qualificati |